# 利雪
利雪（法語：Lisieux，法語：[lizjø] ⓘ；又译里修），法国西北部城市，诺曼底大区卡尔瓦多斯省的一个市镇，同时也是该省的一个副省会，下辖利雪区，其市镇面积为13.07平方公里，2022年1月1日时人口数量为19,540人，是该省人口第三多的市镇，在所有法国城市中排名第461位。
利雪位于卡尔瓦多斯省东部，图克河畔，是一个区域性的中心城市和交通枢纽，两条铁路线在此交汇。利雪因利雪圣德兰大教堂而闻名，后者建成于1929年，是法国重要的天主教朝圣中心，教宗若望保祿二世曾于1980年访问此地。

## 地名来源
“利雪”一名来源于莱克索维人，后者为一支高卢部落，其都城即利雪。

## 历史

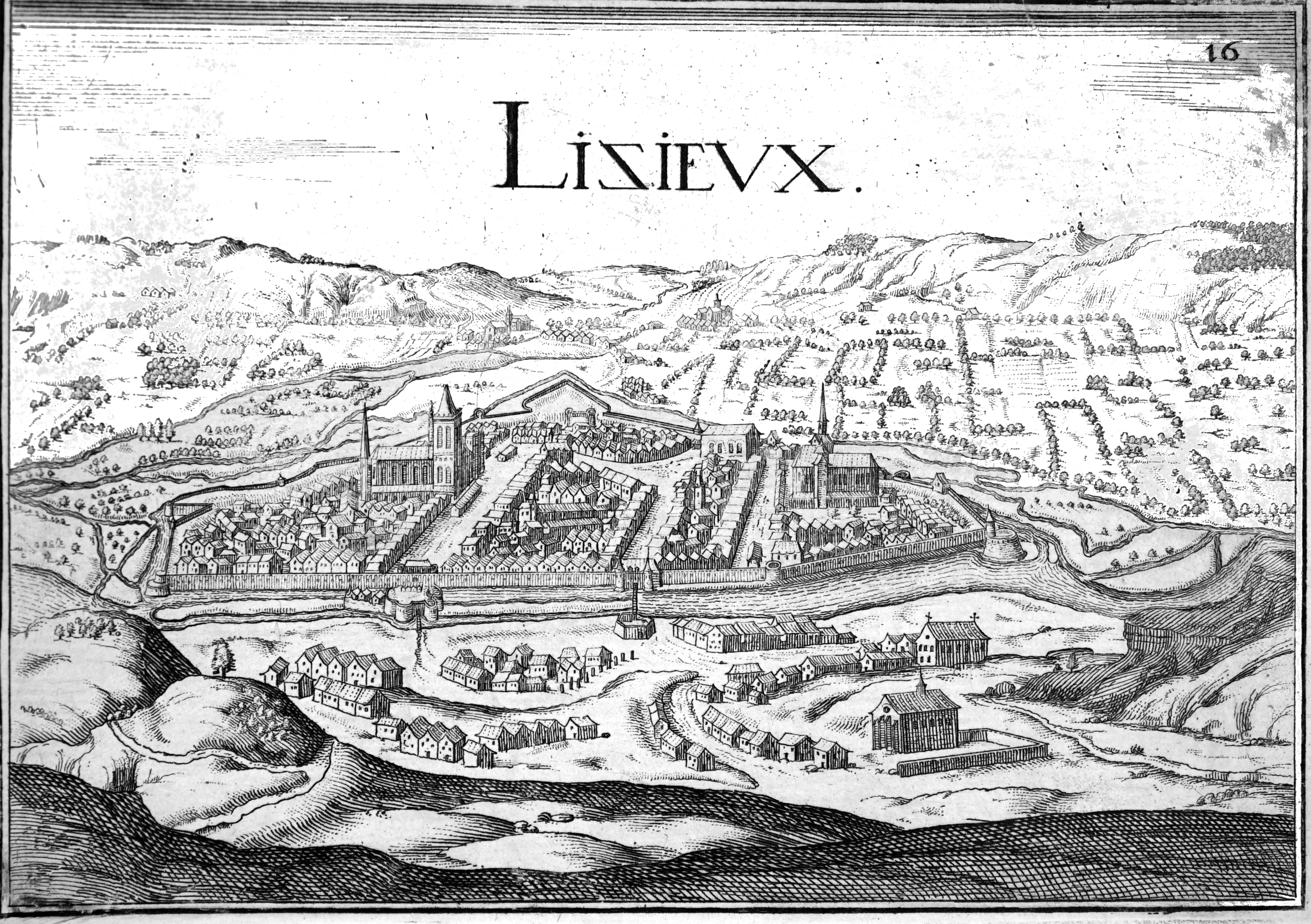
1634年的利雪

利雪历史悠久，早在高卢时期就已成为莱克索维人的首府，罗马人入侵后，一条大道由此通过。中世纪时，利雪为欧日地区的首府，并成为一个天主教主教区，蒂博（Thibaud）为首任主教。932年，利雪成为诺曼底的一部分。1026年，利雪主教获得伯爵爵位。百年战争结束后，利雪的纺织业得到发展。法国大革命结束后，利雪成为卡尔瓦多斯省的一个副省会。工业革命期间，两条铁路在利雪交汇，使其成为一个重要的区域性交通枢纽。1897年，天主教圣人利雪的德兰因肺结核在利雪逝世，为纪念德兰而建的利雪圣德兰大教堂于1929年建成。1907年11月13日，法国工程师保罗·科尔尼在该地成功试飞了世界首架旋翼机。第二次世界大战期间，利雪被纳粹德军攻占，1944年6月6日至7日，联军对利雪进行了大规模轰炸，造成超过800民众身亡，市区内80%的建筑物被毁。二战后，利雪恢复重建，其市区东部出现了大规模的集中式居民区。1980年6月2日，天主教教宗若望保祿二世曾访问利雪。

## 地理

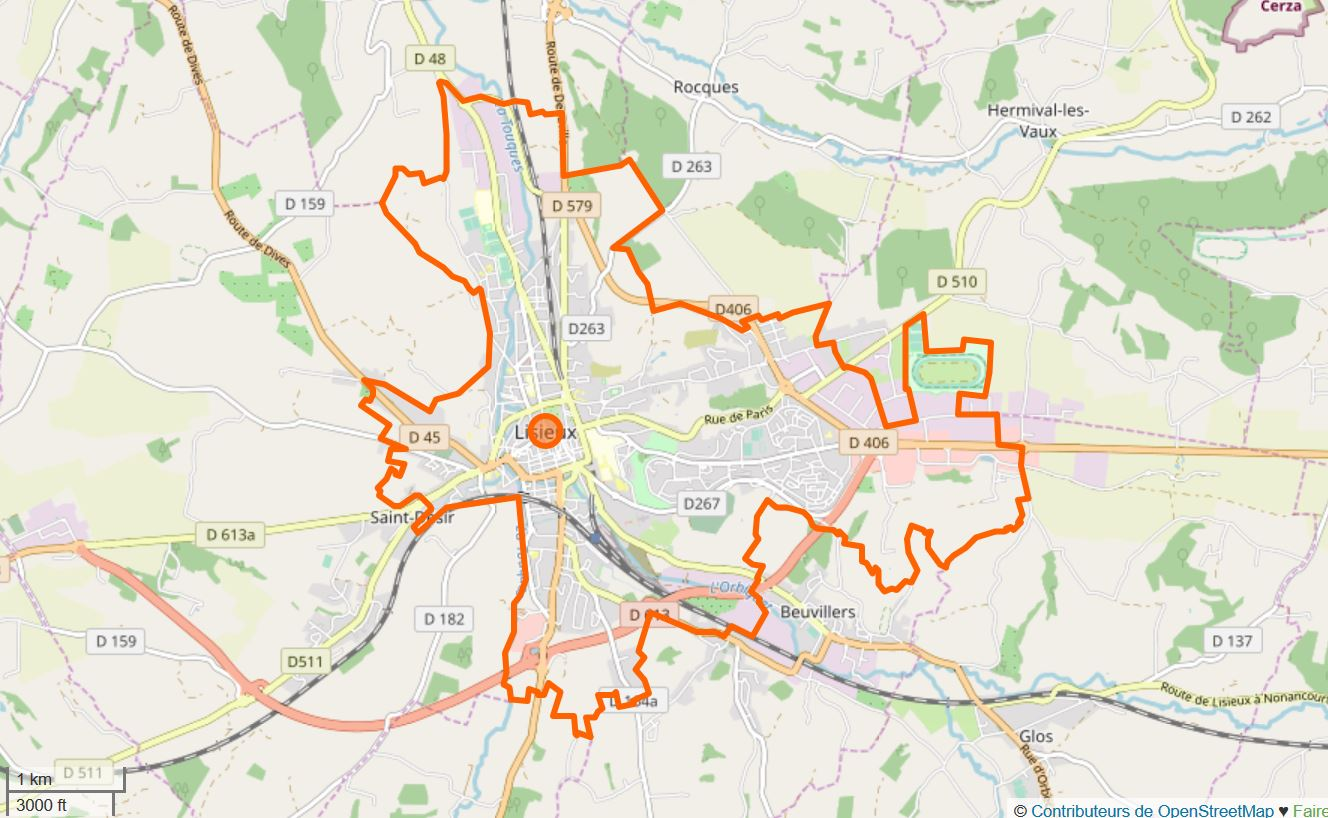
利雪市镇范围地图

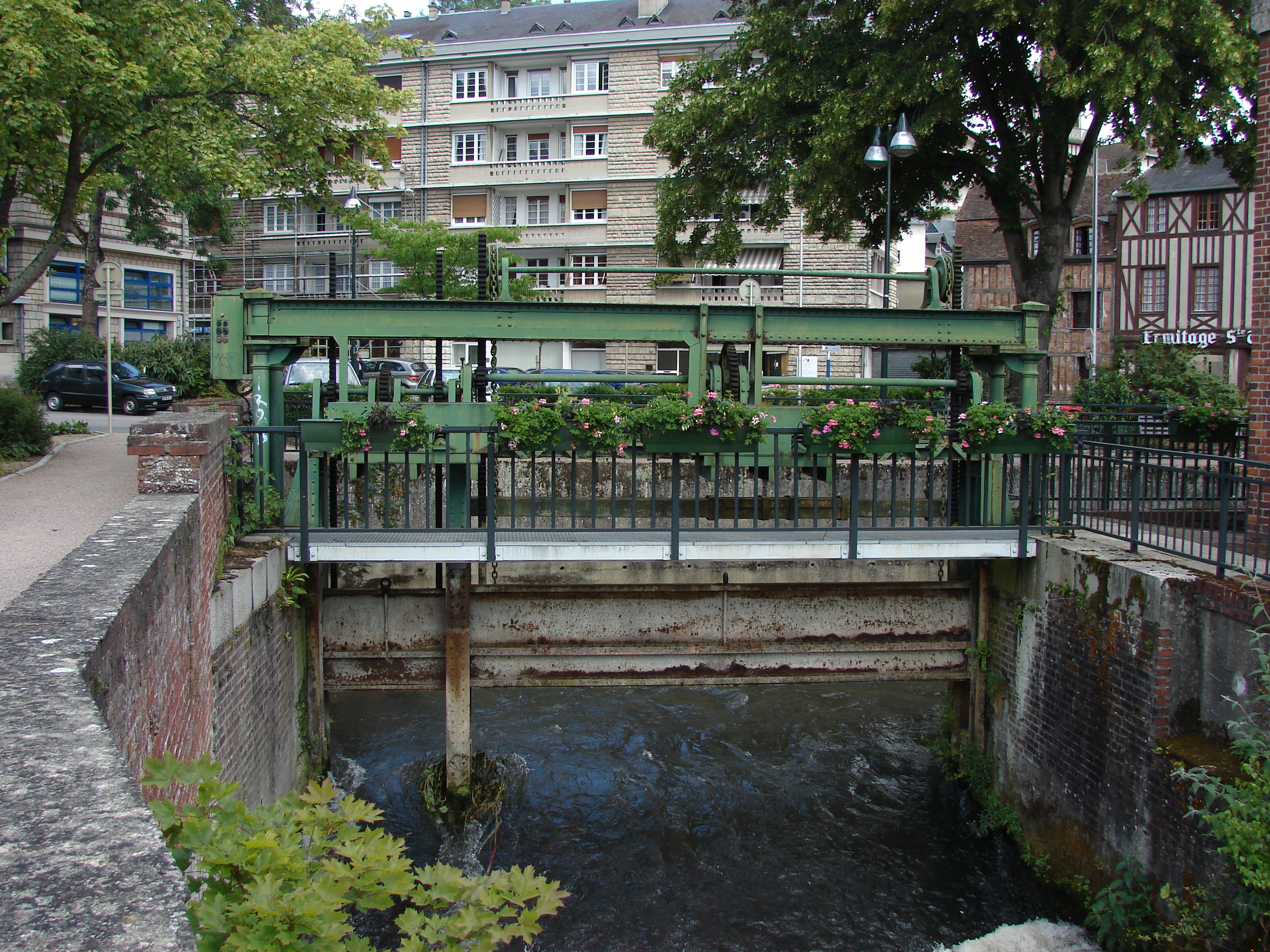
奥尔比凯河上的一处水闸

利雪位于法国西北部，诺曼底大区中部和卡尔瓦多斯省东部，距离省会卡昂大约50公里。与利雪接壤的市镇包括：伯维莱尔、格洛、埃米瓦勒莱沃、乌伊勒维孔特、罗克、圣代西尔、圣马丹德拉略。

### 地形
利雪位于诺曼底丘陵北部，境内以浅丘地貌为主，全境海拔在32到152米之间。

### 水文
图克河自南向北流经境内，该河独立入海，其右岸支流奥尔比凯河由此与其交汇。

### 植被
利雪属于温带落叶林区，利雪主教花园（Jardin de l'évêché Lisieux）是当地主要的城市绿地公园，而林地则散落分布于境内多个地区。

### 气候
利雪在柯本气候分类法中属于温带海洋性气候。
利雪境内设有气象站，以下为该气象站的数据（其中日照数据取自卡昂）：
| 利雪1981年－2019年  | 利雪1981年－2019年 | 利雪1981年－2019年 | 利雪1981年－2019年 | 利雪1981年－2019年 | 利雪1981年－2019年 | 利雪1981年－2019年 | 利雪1981年－2019年 | 利雪1981年－2019年 | 利雪1981年－2019年 | 利雪1981年－2019年 | 利雪1981年－2019年 | 利雪1981年－2019年 | 利雪1981年－2019年 |
| 月份                | 1月                | 2月                | 3月                | 4月                | 5月                | 6月                | 7月                | 8月                | 9月                | 10月               | 11月               | 12月               | 全年               |
| ------------------- | ------------------ | ------------------ | ------------------ | ------------------ | ------------------ | ------------------ | ------------------ | ------------------ | ------------------ | ------------------ | ------------------ | ------------------ | ------------------ |
| 历史最高温 °C（°F） | 17.5 (63.5)        | 21 (70)            | 23.8 (74.8)        | 28.4 (83.1)        | 31.8 (89.2)        | 36.5 (97.7)        | 37.5 (99.5)        | 40 (104)           | 34.3 (93.7)        | 29.4 (84.9)        | 23.1 (73.6)        | 17.1 (62.8)        | 40 (104)           |
| 平均高温 °C（°F）   | 8.3 (46.9)         | 9.8 (49.6)         | 12.6 (54.7)        | 15.5 (59.9)        | 18.9 (66.0)        | 22.2 (72.0)        | 24.1 (75.4)        | 24.2 (75.6)        | 21.2 (70.2)        | 17.1 (62.8)        | 11.9 (53.4)        | 8.2 (46.8)         | 16.2 (61.2)        |
| 日均气温 °C（°F）   | 5.2 (41.4)         | 6.1 (43.0)         | 8 (46)             | 10.1 (50.2)        | 13.6 (56.5)        | 16.5 (61.7)        | 18.5 (65.3)        | 18.4 (65.1)        | 15.5 (59.9)        | 12.5 (54.5)        | 8.3 (46.9)         | 5.1 (41.2)         | 11.5 (52.7)        |
| 平均低温 °C（°F）   | 2.1 (35.8)         | 2.3 (36.1)         | 3.4 (38.1)         | 4.8 (40.6)         | 8.3 (46.9)         | 10.8 (51.4)        | 12.8 (55.0)        | 12.6 (54.7)        | 9.8 (49.6)         | 7.9 (46.2)         | 4.8 (40.6)         | 2 (36)             | 6.8 (44.2)         |
| 历史最低温 °C（°F） | −12 (10)           | −14.8 (5.4)        | −9.3 (15.3)        | −5 (23)            | −1 (30)            | 3 (37)             | 4.5 (40.1)         | 5 (41)             | 0.2 (32.4)         | −7 (19)            | −7 (19)            | −11 (12)           | −14.8 (5.4)        |
| 平均降水量 mm（）   | 85.5 (3.37)        | 66.4 (2.61)        | 73 (2.9)           | 62.5 (2.46)        | 69.6 (2.74)        | 69.9 (2.75)        | 58.3 (2.30)        | 60.5 (2.38)        | 76.1 (3.00)        | 87.4 (3.44)        | 84.5 (3.33)        | 98.7 (3.89)        | 892.4 (35.13)      |
| 月均日照時數        | 69.6               | 84.3               | 125.6              | 167.3              | 193.7              | 213.5              | 207.1              | 204.4              | 167.2              | 117.8              | 79.4               | 61.4               | 1,691.3            |
| 来源：infoclimat.fr |                    |                    |                    |                    |                    |                    |                    |                    |                    |                    |                    |                    |                    |

## 行政区划
利雪是法国诺曼底大区卡尔瓦多斯省的一个市镇，编号为14366，它也是卡尔瓦多斯省的一个副省会。利雪下辖利雪区，管理利雪县，同时也是利雪诺曼底城市圈公共社区的办公驻地。
法国国家统计与经济研究所（简称）在进行数据统计时，将利雪及相邻的另外11个市镇设为利雪城市核心区，并将包括核心区在内的周边共45个市镇划为利雪城市区。同时，还将利雪市镇分为了12个“块区”（IRIS），以便于统计人口分布情况。

## 交通

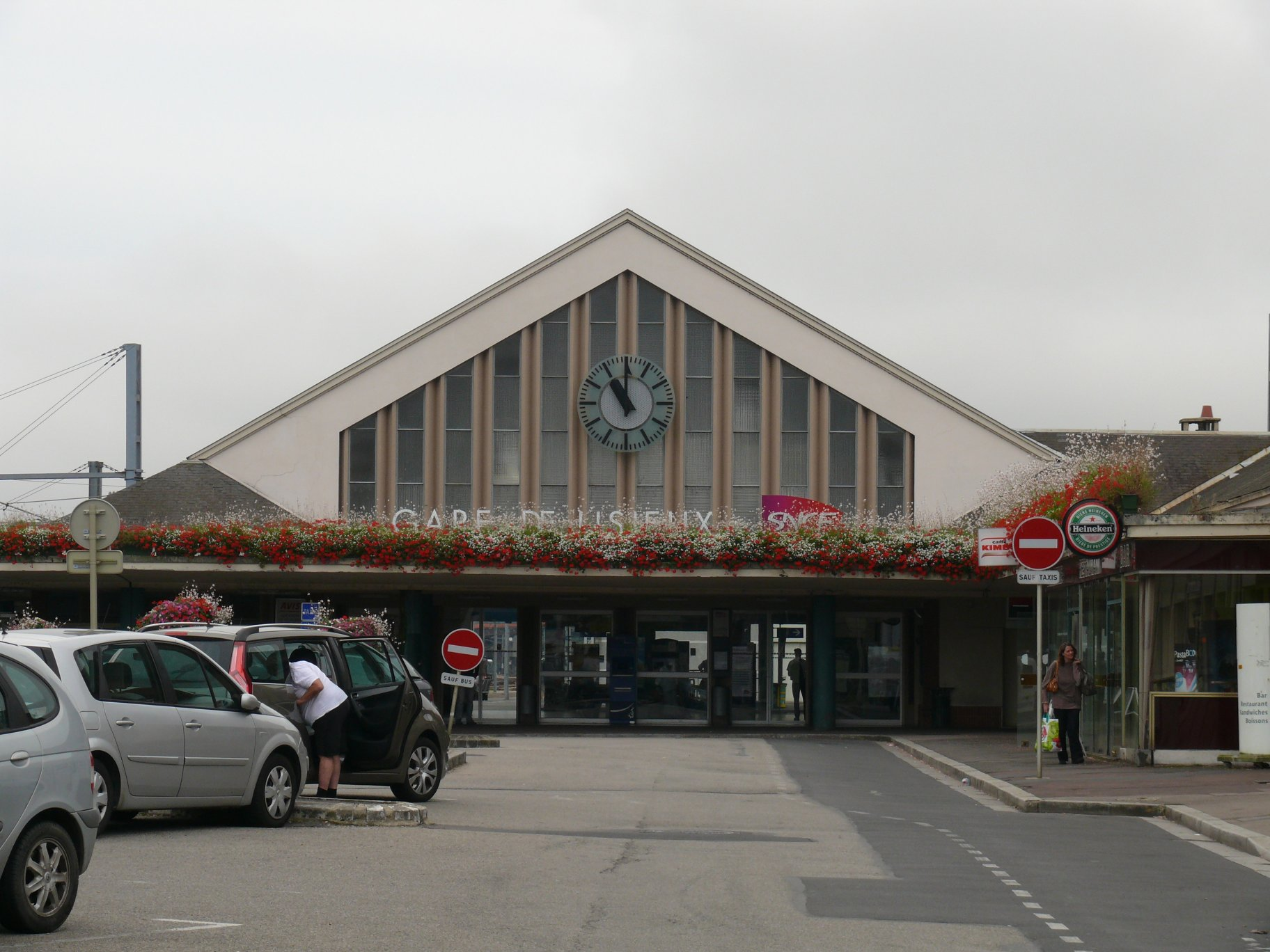
利雪火车站

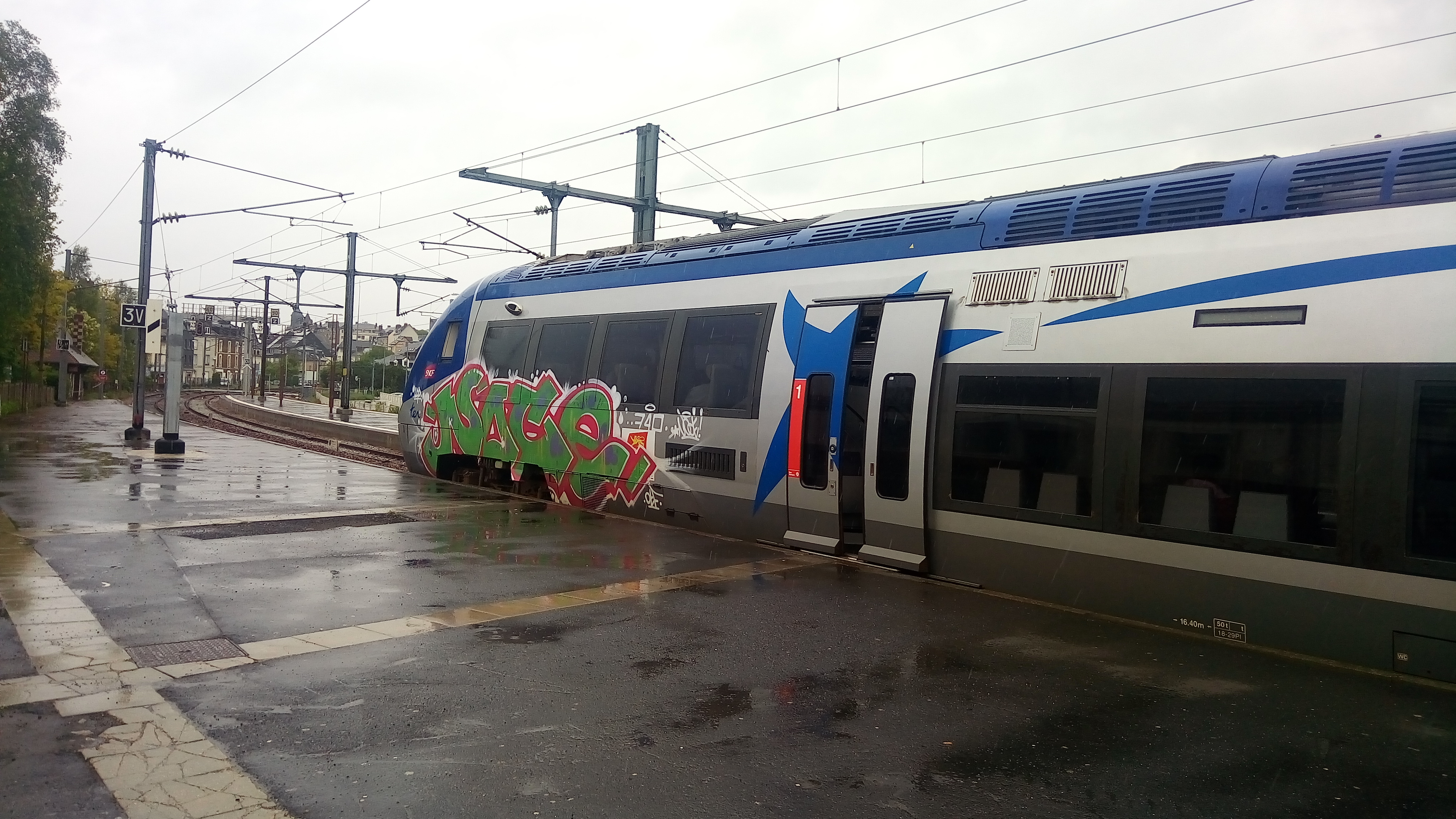
利雪火车站内的一列区域列车

### 公路
多条卡尔瓦多斯省省道在利雪境内交汇，横穿市区南部的快速过境通道于1990年建成。卡尔瓦多斯省城际客运提供前往勒阿弗尔、维穆捷、欧日地区圣皮埃尔、欧日地区利瓦罗、勒潘等地的城际巴士线路。
2016年，61.5%的利雪家庭拥有至少一辆的私人汽车。同年，利雪境内共发生各类交通事故54起，造成61人受伤。

### 铁路
利雪位于芒特拉若利－瑟堡铁路和利雪－特鲁维尔-多维尔铁路的交汇处，是一个区域性的铁路枢纽。利雪站位于市区东南部，是一个“人”字形的铁路车站，主站房位于两条铁路的夹角之间，该站停靠前往巴黎、特鲁维尔和卡昂三个方向的区域列车，此外连接卡昂和鲁昂的区域列车亦停靠利雪。
除利雪站外，利雪市区北部还有大花园乘降所，供当地居民通勤使用。

### 航空
距离利雪最近的民用航空站为多维尔诺曼底机场，距离利雪市中心的公路里程约28公里。

### 城市公共交通
利雪城市公共交通（商业名称为）是当地的城市公共交通系统，截至2020年8月，该系统共包括7条公交线路，路网覆盖了市区内的主要街道。

## 政治

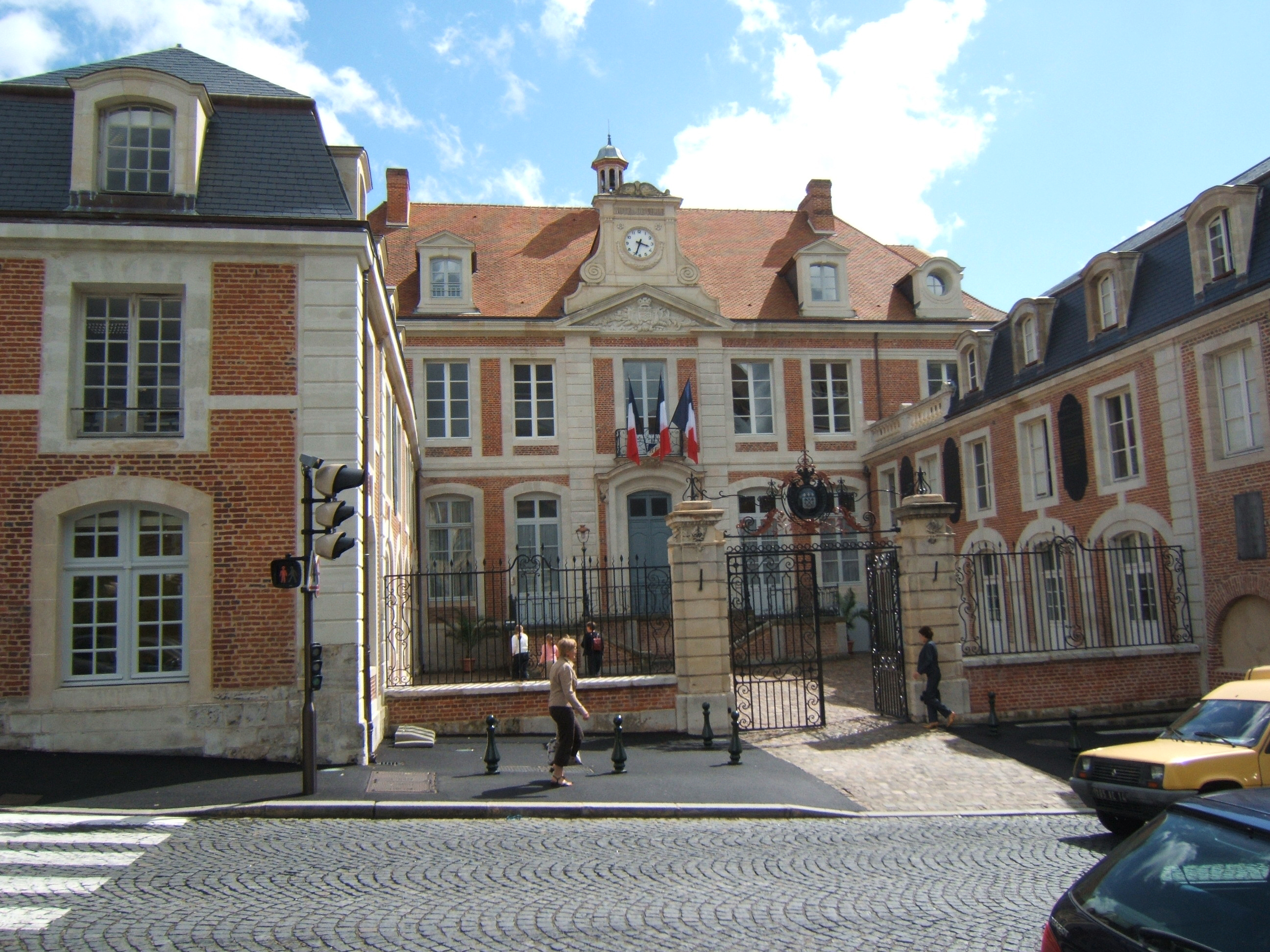
利雪市政厅

利雪的现任市长为塞巴斯蒂安·勒克莱尔先生，他是共和的一名成员，在2020年的市政选举中获得了44.02%的支持率。
在2017年的法国总统大选中，法国第25任总统埃马纽埃尔·马克龙在利雪获得了62.75%的支持率。
| 利雪历届市长   |                     |                                                                 |
| 任期           | 市长                | 党派                                                            |
| 1945年－1953年 | 安德烈·卡尔         | 不详                                                            |
| 1953年－1977年 | 罗贝尔·比松         | RPF法国人民联盟 →RS联合共和 →UDR共和国保卫联盟 →RPR保衛共和聯盟 |
| 1977年－1989年 | 安德烈-欧仁·博热    | 不详                                                            |
| 1989年－2001年 | 伊韦特·鲁迪         | PS社会党                                                        |
| 2001年－2020年 | 贝尔纳·奥布里尔     | UMP人民运动联盟 →DVD右翼无党派人士                              |
| 2020年－       | 塞巴斯蒂安·勒克莱尔 | LR共和黨                                                        |

## 人口
2017年，利雪市镇人口数量为20,318，在法国排名第461位。其中男性9,020人，女性11,281人，75岁及以上人口占11.7%，外籍人口数量为647人，人口密度为1,555人/平方公里，当地居民被称为（男性）或（女性）。2018年，利雪境内出生189人，死亡人口272人。
| 年份   | 1936   | 1946   | 1954   | 1962   | 1968   | 1975   | 1982   | 1990   | 1999   | 2006   | 2011   | 2016   | 2017   |
| ------ | ------ | ------ | ------ | ------ | ------ | ------ | ------ | ------ | ------ | ------ | ------ | ------ | ------ |
| 人口數 | 16,032 | 12,746 | 15,342 | 21,156 | 23,830 | 25,521 | 24,940 | 23,703 | 23,166 | 23,343 | 21,391 | 20,301 | 20,318 |

## 经济
利雪是一个区域性的中心城市，当地共有各类用人单位2,703家，平均历史为17年，行政、医疗及社会服务是当地的主要就业岗位类型。

## 财政收入
2018年，利雪的财政收入总额为29,745,700欧元，财政支出总额为27,231,000欧元，当年的债务总额为8,635,890欧元。
2015年，利雪的人均月收入总额为2,047欧元，其中高级职员为4,121欧元，中级职员为2,394欧元，普通职员为1,734欧元。
2016年，利雪境内的青壮年（15至64岁）失业率为23.8%，当地31.2%的家庭拥有纳税资格。

## 社会事务

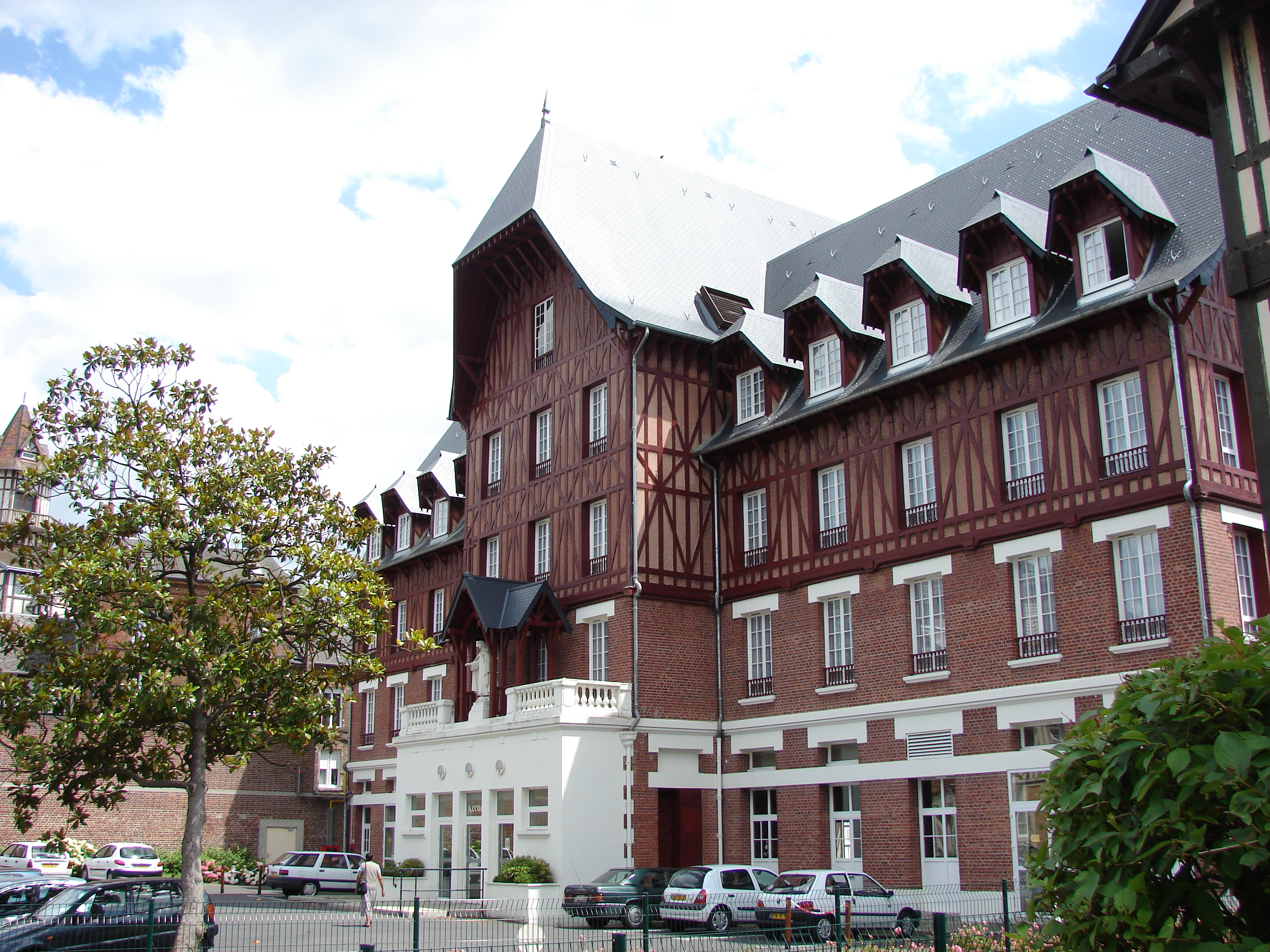
利雪的一处建筑

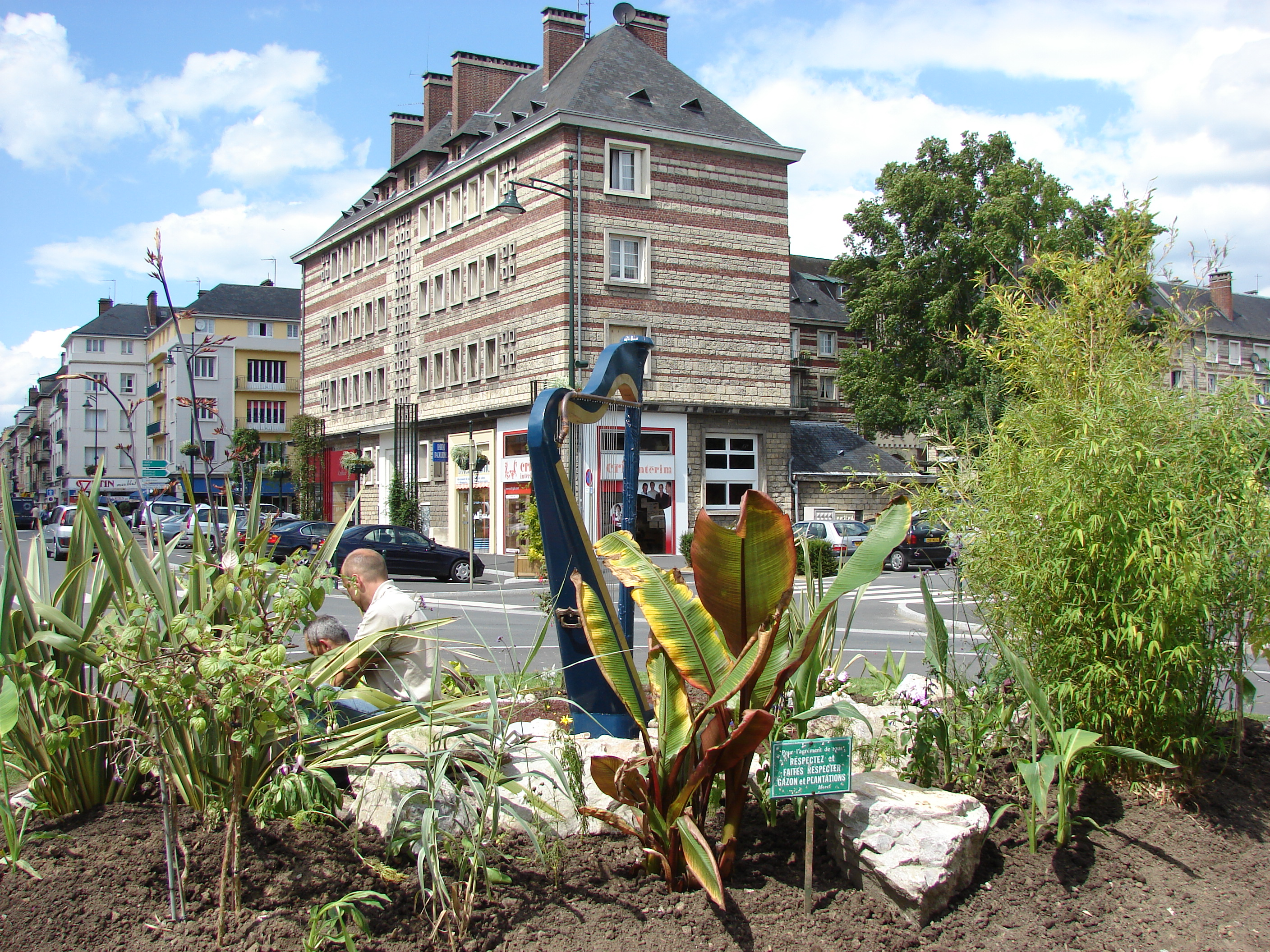
利雪街心花园

### 教育
利雪属于卡昂学区。截止2018年1月1日，利雪境内共有11所小学、5所初级中学、4所普通高中和2所职业高中。 2018至2019学年度，利雪境内共有在校中小学生4,350名。
在高等教育方面，卡昂-诺曼底大学应用技术学院（IUT）在利雪设有一个校区，其商业化技术专业（Techniques de commercialisation）在此授课。

### 医疗
截止2018年1月1日，利雪境内共有全科医生27名、保健师26名、牙医15名、护士26名、耳科医生4名、眼科医生5名、皮肤科医生1名、助产士5名、儿科医生3名和妇科医生3名。境内共有药房11家、养老院5家、残疾人帮扶中心4家。
利雪中心医院是法国一个区域性的医疗系统，其主病区“罗贝尔·比松中心医院”（Centre hospitalier Robert Bisson）位于利雪市区，设有床位384个，是当地规模最大的公立综合性医院。

### 住房
2016年，利雪境内共有各类住房12,174套，其中86.4%为常住房屋。集中式居民区主要分布在市区东部的高城街区（Hauteville）。

### 商业
2017年，利雪境内共有各类商铺1,346家，其中餐饮服务类681家。市区东部的巴黎大街沿线建有大型开放式商业街区。

### 体育
2018年，利雪境内共有1家游泳池、6间健身房、1座综合体育场、9处网球场、5处足球或橄榄球场以及4处篮球或排球场。
利雪欧日地区运动员俱乐部是当地的一支足球队，成立于1900年，2020至2021赛季参加诺曼底大区足球联赛，其主场路易·比尔曼球场（Stade Louis-Bielman）是当地重要的体育设施。

### 环境
利雪的环境事务由其所属的公共社区负责。2017年，利雪境内共有2家污染企业。

### 治安
2014年，利雪及附近地区共发生各类案件1,284起，其中盗窃类案件781起，经济类案件126起，毒品交易类案件169起。

## 文化

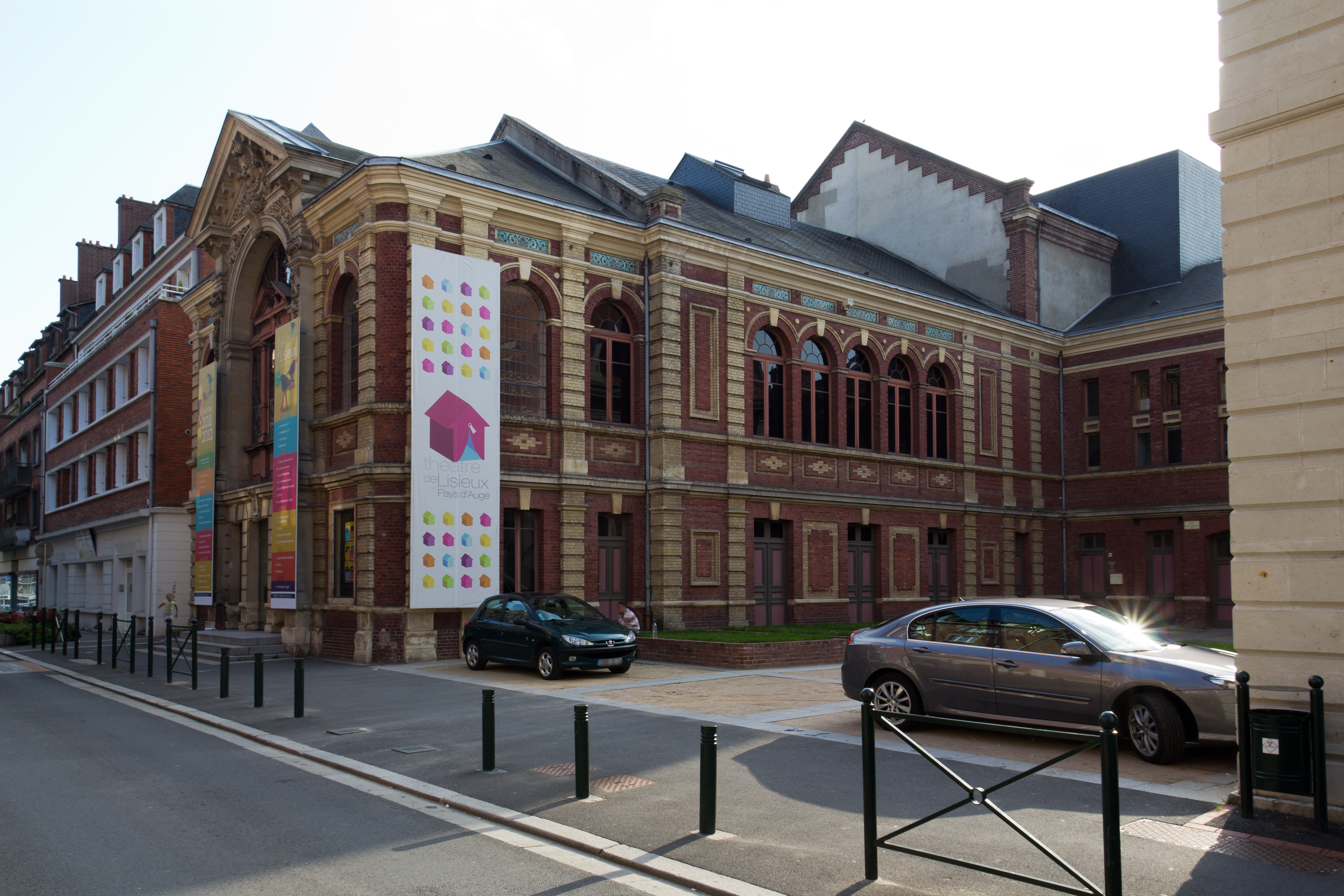
利雪市政大剧场

2018年，利雪境内共有2个剧场、2个电影院、1个博物馆和1个音乐厅。利雪市政大剧场建成于1890年，于1985年被列入法国国家文物保护单位；利雪安德烈·马尔罗多媒体中心建成于2002年，是当地主要的文化设施。

### 建筑
利雪境内有多处法国国家文物保护单位，其中利雪圣德兰大教堂、利雪圣皮埃尔大教堂、利雪主教宫、圣日耳曼德利韦城堡、利雪高等牧师宫等为当地的代表性建筑物。

### 旅游
利雪的旅游事务由其所属的公共社区负责。2020年，利雪境内共有11个宾馆共计434间房间，另有1个露营地，可容纳共73辆露营车。

### 媒体
法国主要的媒体均可在利雪接收，法国电视三台下属的诺曼底大区频道在部分时段播出利雪所属区域的地方新闻。

## 相关人物
法国音乐家米歇尔·马涅、篮球运动员尼古拉·巴頓、足球运动员托马·厄尔托和热西·德曼盖均出生于利雪。
逝世于利雪的重要人物包括天主教圣人利雪的德兰和航空工程师保罗·科尔尼。

## 友好城市
截至2020年8月，利雪共与三座城市互为友好城市关系。
- 英格兰 湯頓
- 加拿大 圣乔治（法语：Saint-Georges (Québec)）
- 義大利 莫利亚诺威尼托